# Klinik des Grauens
Klinik des Grauens ist ein 15-minütiger deutscher Kurzfilm von Rainer Matsutani aus dem Jahr 1992.

## Handlung
Ein Krimineller bricht sich bei einem Motorradunfall die Knochen und muss ins Krankenhaus. Der Patient erfährt, dass in diesem Krankenhaus alle männlichen Patienten mit Druckluft getötet werden. Er vertraut sich der psychisch kranken Nachtschwester an, doch die lässt das Krankenhaus evakuieren und bricht ihm elegant weitere Knochen. Da der Ganove vollkommen eingegipst ist, kann er sich nicht gegen die mörderische Nachtschwester und den ebenso unheimlichen wie debilen Professor wehren. Unerwartet taucht eine Polizistin auf, die nun – verkleidet als Handwerker – die Bösen tötet und den Ganoven rettet.

## Hintergrund
Klinik des Grauens ist eine Hommage an die Horror-B-Movies der 1950er-Jahre. Dementsprechend wurde der Film in schwarzweiß gedreht.

## Auszeichnungen
Der Kurzfilm erlebte seine Uraufführung am 30. Oktober 1992 während der Internationalen Hofer Filmtage; Matsutani gewann den Eastman Förderpreis für Nachwuchstalente.